# Euparatettix waterstoni
Euparatettix waterstoni är en insektsart som beskrevs av Boris Petrovich Uvarov 1952. Euparatettix waterstoni ingår i släktet Euparatettix och familjen torngräshoppor. Inga underarter finns listade i Catalogue of Life.